# Sine Bundgaard
Sine Bundgaard (født 15. januar 1970 i Aarhus) er en dansk sopran med en international karriere.
Sine Bundgaard er uddannet ved Det Kongelige Danske Musikkonservatorium i 1998 og Operaakademiet i 2001 og debuterede i 2003 på Det Kongelige Teater i rollen som Gilda i Verdis Rigoletto.
Fra 2001-2009 var hun freelancer og sang på bl.a Nationaloperaen i Paris, Bayerische Staatsoper, Drottningholms Slottsteater, Innsbruck festival der alten Musik, Vlaamse Oper, Opera Comique i Paris, Opera de Marseille, Opera de Nancy, Opera de Lausanne, Det kongelige teater og Den Jyske Opera, særligt som Zerbinetta i Strauss' Ariadne fra Naxos, Konstanze i Mozarts Bortførelsen fra seraillet og Amélite i Rameaus Zoroastre.
I 2009 blev hun ansat som operasolist ved Det Kongelige Teater, hvor hun bl.a har sunget partierne Micaëla i Carmen, Pamina i Tryllefløjten, titelrollen i Bergs Lulu, Juliette i Gounods Romeo og Julie, Nedda i Leoncavallos Pagliacci, Donna Elvira i Mozarts Don Giovanni, Nanetta i Falstaff, Manon Lescaut i Henzes Boulevard Solitude, Grevinden i Figaros bryllup, Jenny i Mahagonny, Silvia i The exterminating angel, Desdemona i Otello, Liù i Turandot, Fru Ingeborg i Drot og marsk, Despina i Cosi fan tutte og Elettra i Idomeneo.
Sideløbende med Det kongelige teater har hun fortsat sin internationale karriere, særligt med Mozartpartier og i barokoperaer med engagementer på Oper Zürich som Donna Elvira i Don Giovanni, Händel festival i Karslruhe som Costanza i Riccardo Primo og titelrollen i Theodora, Edinburgh festival som Angelica i Haydns Orlando Furioso, Holland festival som Soprano2 i Wolfgang Rihms Dionysos, Moscow Händel festival som titelrollen i Theodora og Copenhagen Opera festival som Cleonilla i Vivaldis Ottone in Villa med Concerto Copenhagen.
Som koncertsanger er hun særligt efterspurgt som solist i Brahms requiem som hun bl.a har sunget med dirigenten Philippe Herreweghe.
I 2020 vandt hun en Reumert som Årets sanger for Elettra i Idomeneo. I 2004 blev hun valgt som Årets DR-Kunstner. I 2005 modtog hun Aksel Schiøtz-prisen, i 2006 Elisabeth Dons' Mindelegat, i 2011 var hun Reumert-nomineret som årets sanger for præstationer i Lulu og Romeo og Julie, og i 2013 blev hun Ridder af Dannebrog.